# Quinn Dehlinger
Quinn Dehlinger, née le 8 juin 2002, est un skieur acrobatique américain spécialisé dans le saut acrobatique.

## Palmarès

### Championnats du monde
| Épreuve / Édition       | Saut acrobatique | Saut acrobatique en équipe |
| Mondiaux 2023 Bakuriani | Argent           | Or                         |
| Mondiaux 2025 Engadine  | Argent           | Or                         |

### Coupe du monde
- 2 podiums  dont 2 victoires.

#### Détails des victoires
| Épreuve / Édition | Sauts       |
| ----------------- | ----------- |
| 2022-2023         | Le Relais   |
| 2024-2025         | Deer Valley |